# IC 2745
IC 2745 је спирална галаксија у сазвјежђу Лав која се налази на листи објеката дубоког неба у Индекс каталогу.
Деклинација објекта је + 13° 25' 37" а ректасцензија 11h 21m 31,7s. Привидна величина (магнитуда) објекта IC 2745 износи 14,5 а фотографска магнитуда 15,3. IC 2745 је још познат и под ознакама CGCG 67-59, PGC 34811.